# Демос
Демос (др.-греч. δῆμος — «народ») — в государствах Древней Греции граждане (в отличие от метеков и рабов), не принадлежавшие к знати. 
В гомеровскую и архаическую эпохи (XI—VI века до н. э.) демосом назывался простой народ (в основном, сельское население), в отличие от родовой аристократии. Позднее в демос включалась и часть городского населения (ремесленники, торговцы). Начиная с IV века до н. э. термин демос стал применяться в первую очередь к бедным слоям населения. 
В современном русском языке под демосом понимаются непривилегированные слои населения в классовом обществе; народ, противопоставляемый элите.